# Buk

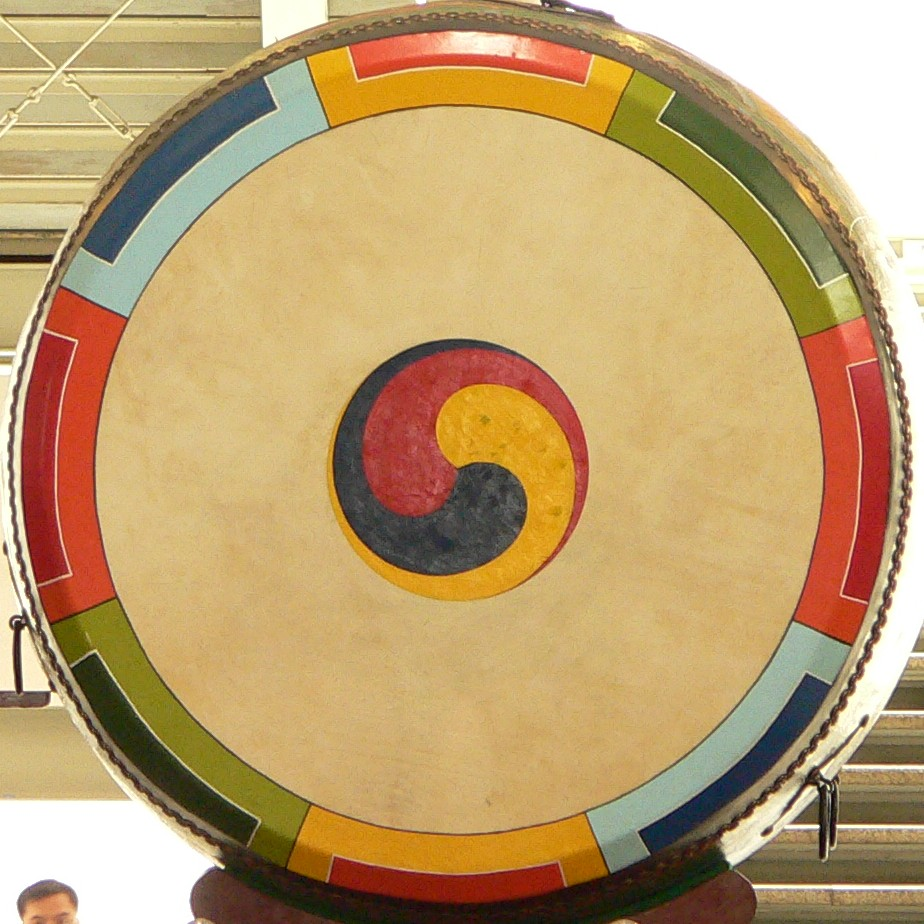
Tambor buk de Corea.

El buk es un tambor tradicional coreano. Si bien la palabra buk es una palabra coreana utilizada para referirse de manera genérica a un "tambor" (la palabra Sino-coreana es go), a menudo se la utiliza para hacer referencia a un tambor de cuerpo poco profundo redondo de madera que posee ambas aberturas recubiertas con piel de animal. En Corea los buk pertenecen a la categoría de hyeokbu (혁부, 革 部) que son instrumentos fabricados de cuero, y han sido utilizados para la música de corte coreana denominada jeongak y para música folclórica.

## Galería

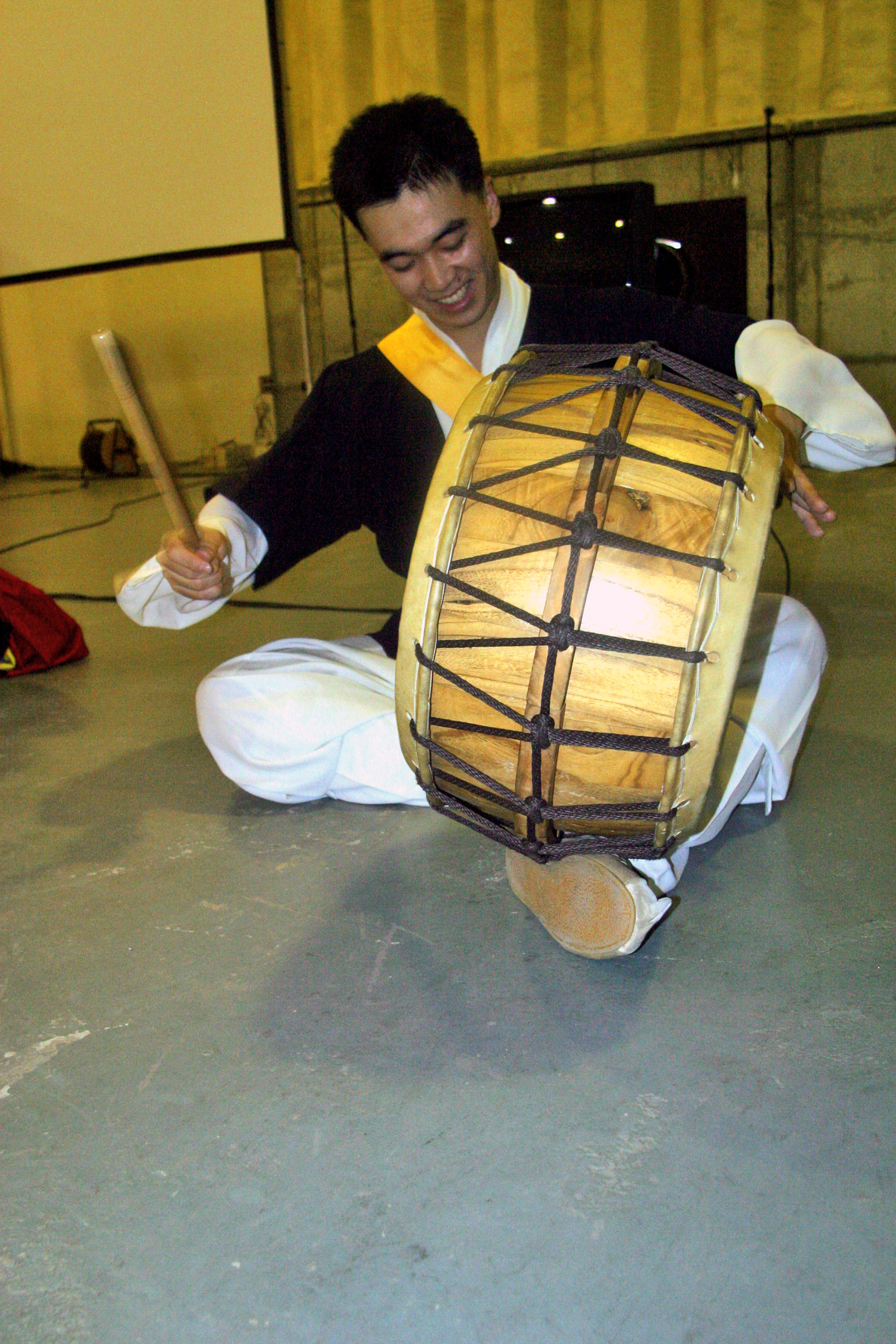
Militar de Corea del Sur ejecutando un pungmul-buk.
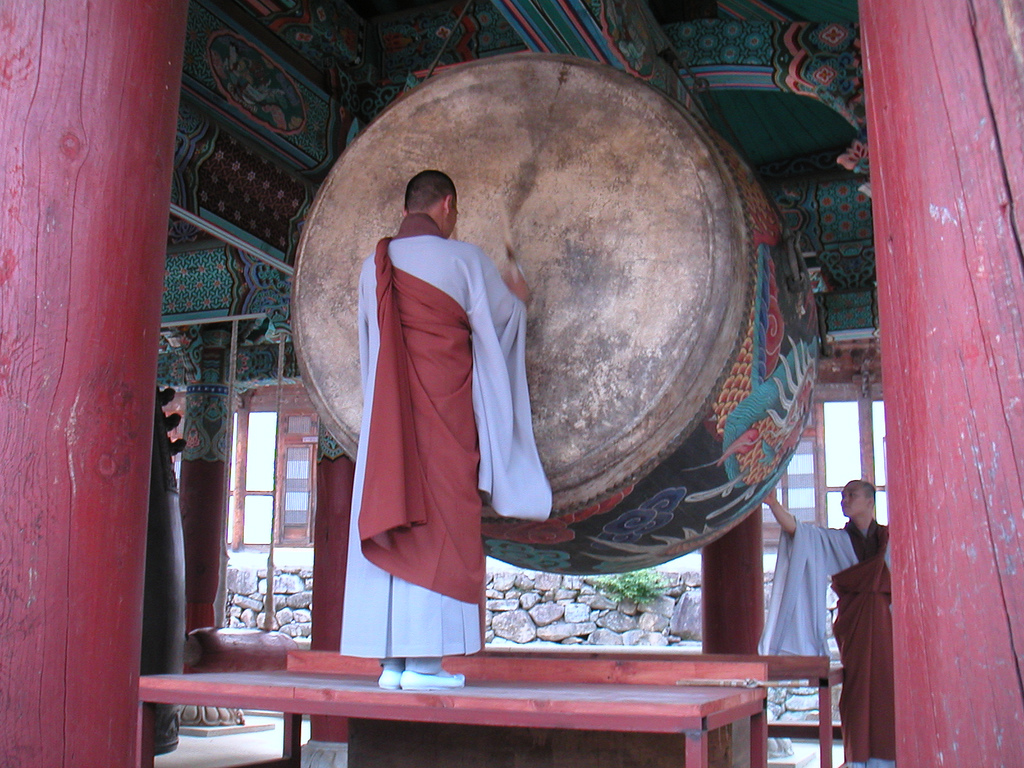
Beopgo.
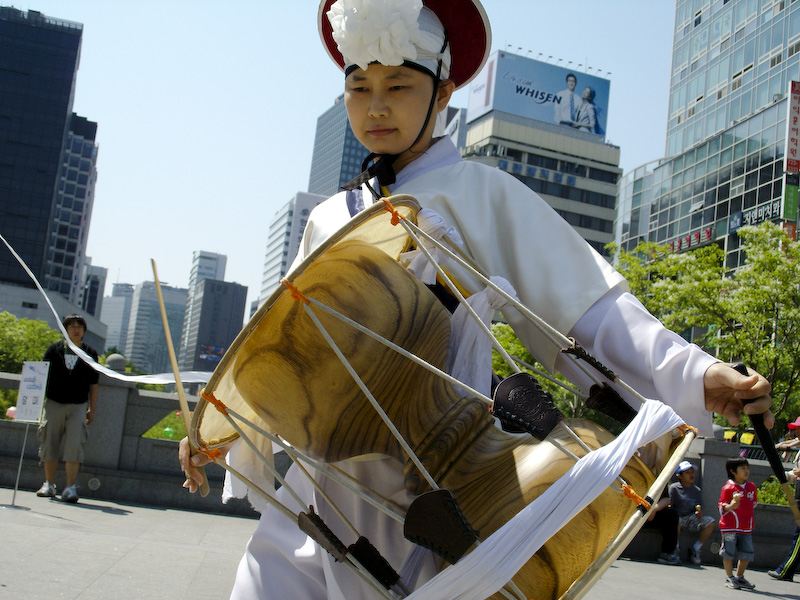
Janggu.
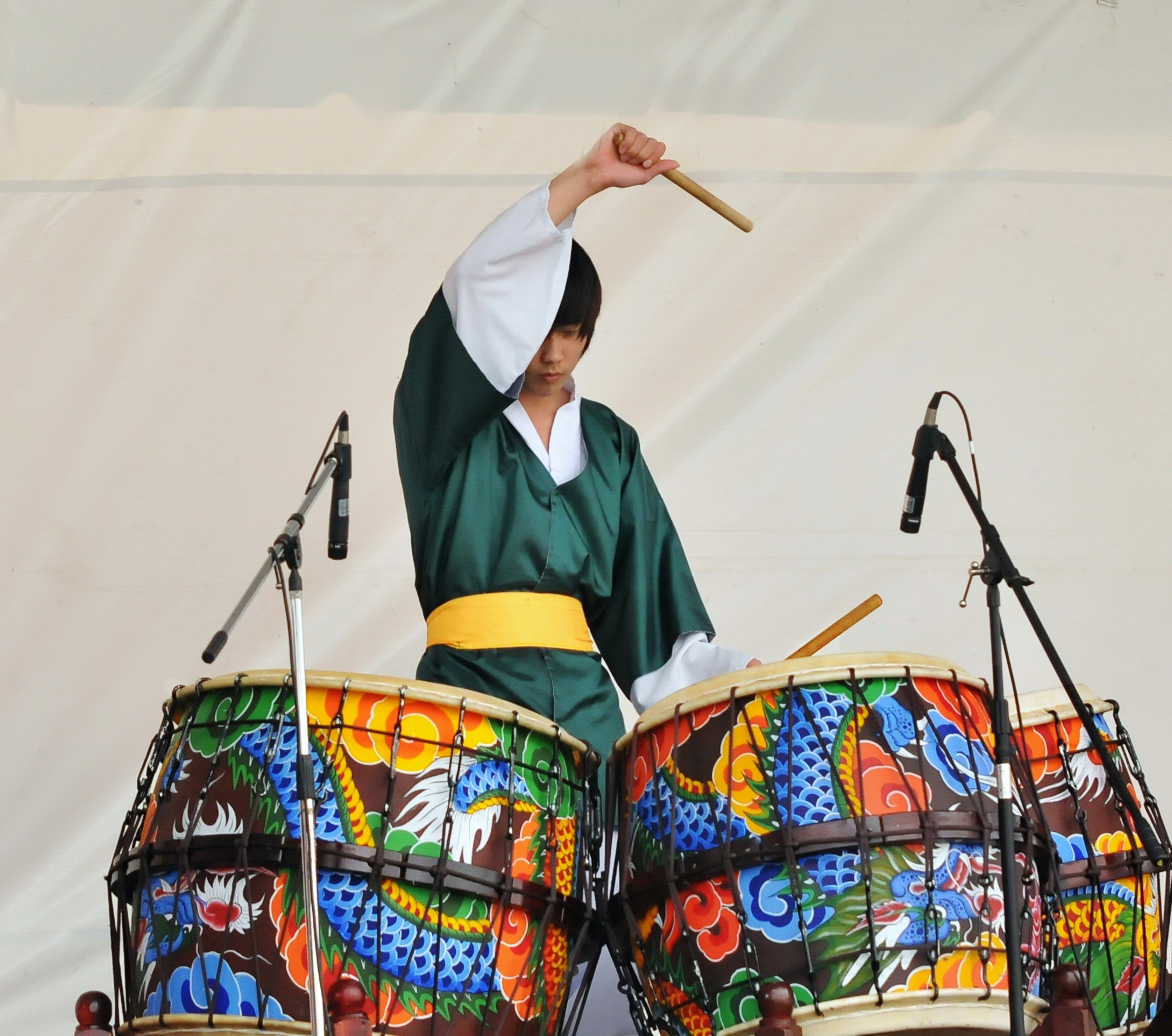
Ejecución de tambor.
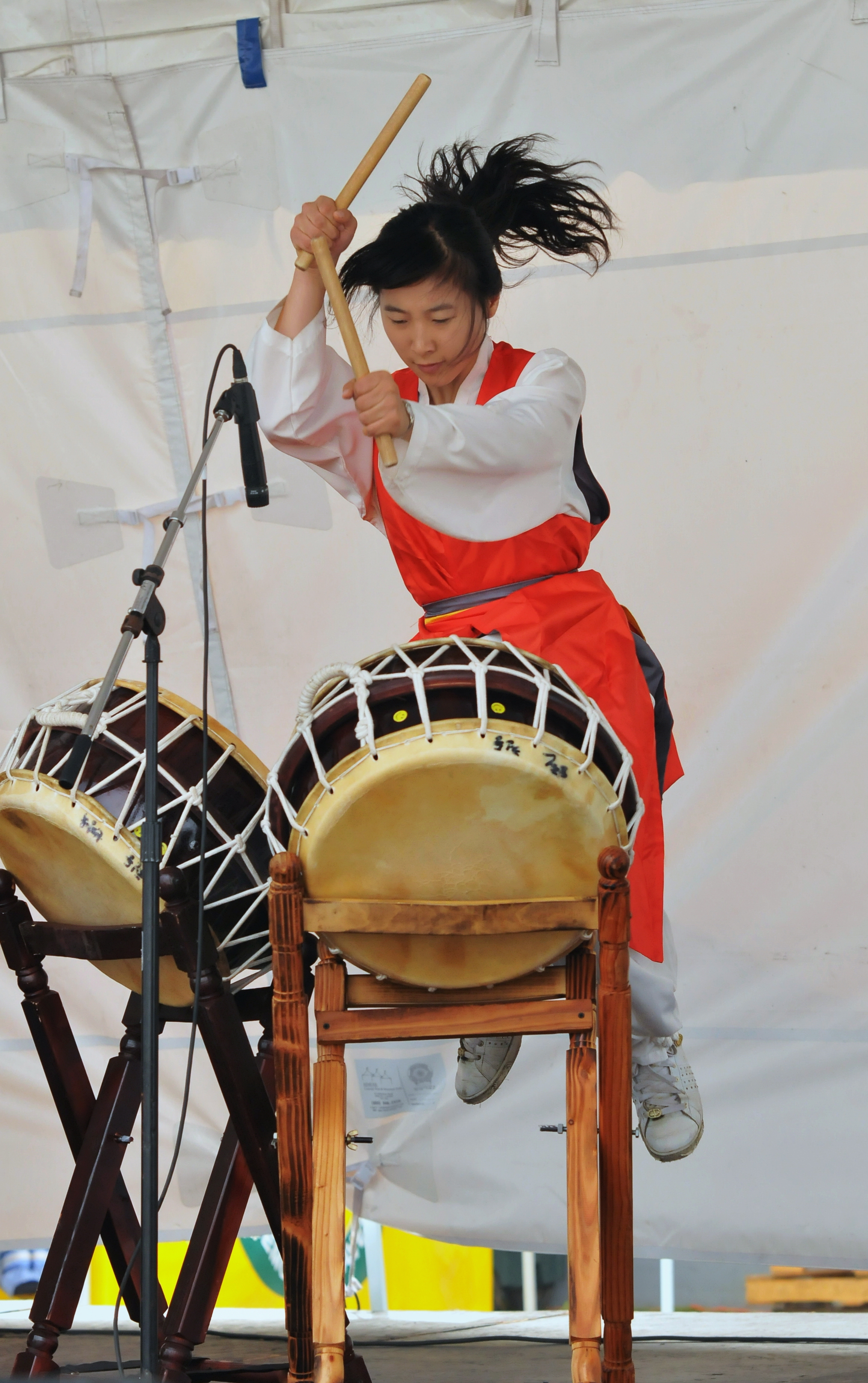
Ejecutante de buk.
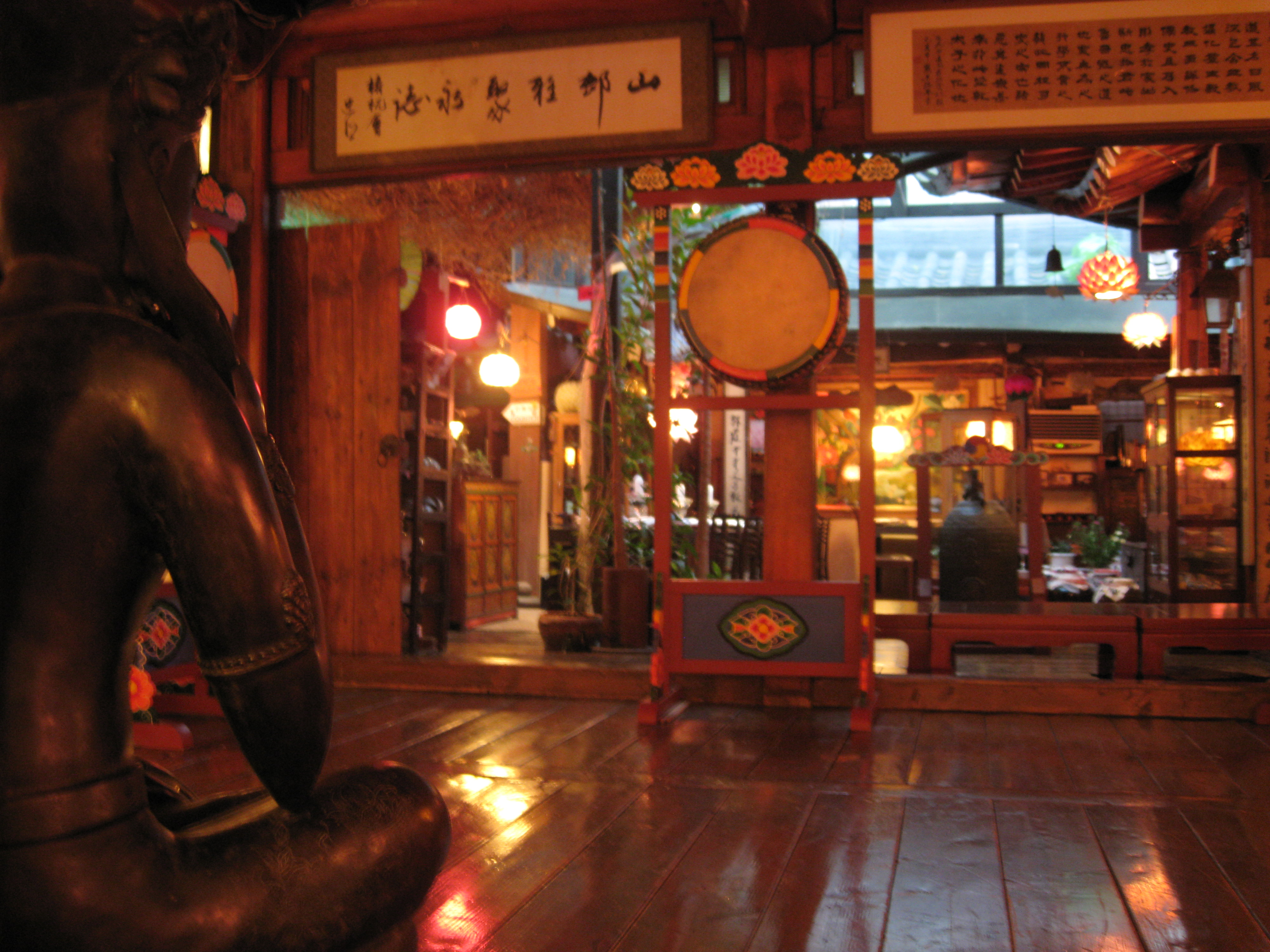

### Video
- Video de un sori-buk utilizado en pansori
- Video de un pungmul-buk utilizado en samulnori
- Video showing yonggo used in daechwita (enlace roto disponible en Internet Archive; véase el historial, la primera versión y la última).

- Datos: Q2754430
- Multimedia: Buk (drum) / Q2754430